# Teodor de Wyzewa
Téodor de Wyzewa, geboren als Teodor Wyżewski (* 12. September 1862 in Podolien, Russisches Kaiserreich; † 7. April 1917 in Paris), war ein im Russischen Kaiserreich geborener polnischer Schriftsteller, Kritiker und Übersetzer.
1869 kam er nach Frankreich und wurde dort einer der führenden Vertreter des polnischen Symbolismus.
Mit Édouard Dujardin gründete er 1885 La Revue Wagnérienne, 1901 mit Adolphe Boschot und Georges de Saint-Foix die Société Mozart.
Er war regelmäßiger Kolumnist für Europäische Literatur und Musik unter anderen der Zeitschriften Revue des Deux Mondes und Le Temps. Seine Übersetzung Jacobus de Voragines Legenda aurea in zeitgenössisches Französisch erschloss dem Werk weite Verbreitung.
Er war verheiratet mit Marguerite Terlinden, der Tochter des belgischen Malers Félix Terlinden. Ihr Neffe war der Kunstkritiker und Historiker Pierre Francastel.